# Il vento del perdono
Il vento del perdono (An Unfinished Life) è un film del 2005 diretto da Lasse Hallström e tratto dal romanzo di Mark Spragg An Unfinished Life, con protagonisti Robert Redford, Morgan Freeman e Jennifer Lopez.

## Trama
Un orso selvatico ha aggredito un vitello al ranch di Mitch e Einar. I due amici hanno tentato di salvare il vitello ma l'orso ha attaccato brutalmente Mitch. Einar, essendo ubriaco, non è riuscito a salvare tempestivamente l'amico dall'aggressione, che pertanto è rimasto sfigurato, riportando gravi ferite. L'orso è fuggito tra le montagne.
Un anno dopo, le ferite di Mitch gli causano ancora dolore costante. Einar si prende cura di Mitch ogni giorno, dandogli iniezioni di morfina, cibo e amicizia. Mentre Mitch fatica a camminare con le stampelle reali, Einar si appoggia alle sue stampelle emotive rappresentate dai sensi di colpa. Successivamente, l'orso viene visto in città alla ricerca di cibo; lo sceriffo Crane Curtis riesce a catturarlo e l'animale finisce nello zoo della città. Più o meno nello stesso periodo Jean, la nuora di Einar, si presenta alla sua porta; la donna sta cercando di fuggire da una relazione violenta. Tra Jean ed Einar tuttavia non corre buon sangue da quando alcuni anni prima Griffin, il figlio di Einar, morì in un incidente stradale, di cui Einar ritiene responsabile Jean.
Jean e sua figlia Griff si trasferiscono da Einar e Mitch. Jean scoprì di essere incinta di Griff dopo la morte di Griffin: da allora però i rapporti tra i due si interruppero bruscamente. La tensione tra Einar e Jean è molto viva perché entrambi sono ancora in lutto per Griffin.
Da quando Griffin è morto, Jean ha avuto una serie di relazioni difficili. Lo stesso trasferimento da Einar è in realtà un tentativo di sfuggire al suo ultimo fidanzato violento, Gary. Jean inizia a lavorare in una caffetteria locale per guadagnare denaro per diventare indipendente. Lì fa amicizia con Nina, un'altra cameriera. Anche lo sceriffo locale diventa sua amico, e successivamente amante. Griff però non approva la relazione della madre poiché pensa che per lei sia solo uno svago, dal quale come al solito non ne ricaverà nulla di buono. Nel frattempo, Gary ha rintracciato Jean e appare in città. Inizialmente, Einar e lo sceriffo lo cacciano in malo modo.
Al culmine di un'accesa discussione, Jean racconta ad Einar le circostanze che hanno portato alla morte di Griffin: la ragazza dice che una notte erano entrambi molto stanchi, pertanto hanno lanciato una moneta per determinare chi avrebbe guidato; per questo motivo era lei che si trovava al volante al momento dell'incidente: Jean si addormentò e l'auto finì fuori strada, capovolgendosi sei volte, Griffin morì sul colpo ma Jean sopravvisse. Jean ammette di sentirsi responsabile per la morte del marito e che se non fosse stato per la vita che portava in grembo, avrebbe preferito scambiare la sua vita con quella di Griffin. Quando Einar scopre la verità sulla morte di suo figlio, invita Jean a lasciare la sua casa. La mattina dopo va a stare da Nina portando la figlia con sé.
Proprio grazie a Nina tuttavia, Jean capirà i modi burberi e l'amarezza di Einar. Griff, che ha iniziato a costruire una relazione con suo nonno, lascia sua madre e ritorna da sola al ranch. Einar incontra Jean al ristorante e la invita a tornare a vivere da loro, l'indomani, quando lui e Griff saranno tornati da una breve gita in campeggio.
La "gita in campeggio" è in realtà una scusa: il vero motivo è che i due vogliono soddisfare la richiesta di Mitch di liberare l'orso che lo ha ferito l'anno precedente. Egli ritiene infatti che non si può sfuggire alla propria natura, e pertanto non è giusto tenere in gabbia un animale per cercare vendetta. Il piano del nonno prevede di attirare l'orso sul suo pickup, dopodiché addormentarlo con delle iniezioni di tranquillanti e trasportarlo su in montagna, dove lo libereranno. Tuttavia mentre l'orso sta passando dalla gabbia al furgone, Griff urta inavvertitamente la leva del cambio e il mezzo si muove. Einar scivola dall'auto e l'orso, ormai libero, lo aggredisce. L'uomo non è ferito gravemente, mentre l'animale scappa. Griff porta Einar in ospedale, dove lui e Jean si riconciliano. Nel frattempo al ranch arriva l'orso, che incontra di nuovo Mitch a distanza di un anno, ma stavolta l'incontro si rivela stranamente pacifico. L'animale va via dirigendosi in montagna.
Il giorno successivo Gary si presenta al ranch per portare via Jean. La ragazza gli oppone resistenza e l'uomo la picchia, dopodiché prende con la forza la figlia per tentare di convincerla a seguirlo. Einar interviene in difesa delle due, dapprima sparando alcuni colpi di fucile e poi picchiandolo violentemente. In seguito si vede Gary, piuttosto malconcio, caricato su un autobus Trailways mentre attraversa il Nebraska.
Nella scena finale Einar è diventato molto più gentile, al punto da parlare affettuosamente con uno dei suoi gatti, che aveva sempre ignorato; quando lo sceriffo Curtis va a trovare Jean, Griff, contrariamente a quanto avvenuto alla visita precedente, lo invita a rimanere a pranzo; Mitch racconta gli ultimi secondi della storia, descrivendo a Einar i suoi sogni di riuscire a volare e arrivare a capire le cose della vita.

## Riprese
Benché ambientato nel Wyoming, il film è stato girato nella Columbia Britannica.